# Marion Foon
Marion Foon (geb. 1921; gest. 2012) war eine britisch-gambische Journalistin und Herausgeberin.

## Leben
Foon stammte aus Lancashire in Großbritannien.
1955 zog sie in die britische Kolonie Gambia. Sie heiratete den späteren gambischen Politiker Kebba W. Foon.
Im März 1958 gründeten ihr Ehemann sowie Melvin B. Jones und andere Mitglieder der Gambia National Party die Zeitung The Vanguard, bei der Marion Foon als Nachrichtenredakteurin arbeitete. Ihre Tätigkeit fiel in eine Zeit, in der die Presse zensiert und kritischer Journalismus behindert wurde. Der „Vanguard“ fiel durch besonders stark antikoloniale Texte auf. Foon räumte nationalistischen Themen und Frauenthemen viel Raum ein. Daneben wurde über sozialkritische und antikoloniale Themen berichtet.
1960 war sie acht Monate lang Chefredakteurin. Sie war die erste Frau, die in Gambia eine Zeitung leitete und herausgab. Nach eigenen Angaben übernahm Foon mit ihrem Ehemann die Zeitung vom Mitgründer J. W. Bidwell-Bright, ohne dafür etwas bezahlen zu müssen. Er sei froh gewesen, die Zeitung loszuwerden. Bei den Parlamentswahlen 1960 verteidigte sie die einzige weibliche Kandidatin Augusta Jawara gegen frauenfeindliche Attacken.
1960 gab sie den Posten als Chefredakteurin auf, um ihren Mann bei seiner politischen Tätigkeit zu unterstützen. Im Dezember des Jahres wurde die Zeitschrift wegen technischer Probleme oder Geldmangel eingestellt. Dixon Colley vertrat ab 1963 mit seiner Zeitung Africa Nyaato die radikalen Positionen weiter.
Neben dem Journalismus engagierte sich Foon auch gesellschaftlich, eröffnete ein Womens' Centre in Bakau und gründete mehrere Kindergärten.
Nach der Eröffnung von Radio Gambia 1963 war sie eine der Rundfunksprecherinnen.